# 박수홍
박수홍(한국 한자: 朴洙弘, 1970년 10월 27일 ~ )은 대한민국의 희극 배우 출신 방송인이다.

## 생애
1991년 KBS 대학개그 콘테스트 동상을 수상해 성공적인 데뷔를 했다. KBS 공채 개그맨 7기. 동기로는 금병완, 김국진, 김수용, 김용만, 남희석, 박병득, 양원경, 엄정필, 유재석, 윤기원, 이영재, 전효실, 최승경 등이 있다.

## 학력
- 1983년 : 서울공덕초등학교 (졸업)
- 1986년 : 마포중학교 (졸업)
- 1989년 : 숭문고등학교 (졸업)
- 1989년 : 대림대학교 인문사회계열 (영어과 / 전문학사)
- 한세대학교 경영학부 (경영학 / 학사)
- 한세대학교 경영대학원 (경영학 / 석사)

## 출연작

### 현재 출연 중인 프로그램
- JTBC 《TV정보쇼 알짜왕》
- MBN 《속풀이쇼 동치미》
- TV조선 《조선의 사랑꾼》
- KBS 2TV 《슈퍼맨이 돌아왔다》

### 종영 / 중도하차 프로그램 / 기타 출연작
- KBS2 《가족오락관》 게스트
- MBC 《브레인 배틀》 공동 MC
- SBS 《더 스타쇼》 공동 MC
- MBC 《지피지기 시즌1》 공동 MC
- MBC 《인간탐구쇼 아이스크림》 공동 MC
- KBS2 《좋은사람 소개시켜줘》 공동 MC
- MBC 《스타스페셜 생각난다》 공동 MC
- SBS 《야심만만 만명에게 물었습니다》 공동 MC
- SBS 《대결! 스타셰프》 MC
- tvN 《박수홍의 something new》MC
- SBS 《기쁜 우리 토요일》 공동 MC
- SBS 《좋은 친구들》 공동 MC
- SBS 《기분 좋은 밤》 공동 MC
- SBS 《쇼 무한탈출》 공동 MC
- SBS 《토요일은 즐거워》 공동 MC
- KBS2 《여유만만》 MC
- MBC 《타임머신》 MC
- KBS2 《파워쇼 한중일 삼국지》 공동 MC
- KBS2 《주주클럽》 공동 MC
- KBS2 《김용만, 박수홍의 특별한 선물》 공동 MC
- KBS2 《좋은나라 운동본부》 MC
- KBS 2FM 《박수홍의 두근두근 11시》 MC
- tvN 《80일만에 서울대가기 2기》 MC
- MBC 《해피타임》 MC
- SBS 《박수홍의 기분 좋은 작전》 MC
- MBC every1 《퍼펙트 브라이드》 MC
- KBS N 《스타메이킹 서바이벌 황금마이크》 MC
- EBS 《최고의 요리비결》 MC
- EBS FM 《대한민국 영어본부》 MC
- MBN 《끝장대결 창과 방패》 MC
- KBS2 《의뢰인K》 MC
- JTBC 《연예특종》 MC
- 채널A 《먹방쇼 맛의 전설》 MC
- MBC 《여왕의 꽃》 '대한민국 방송문화대상' MC 역 (특별출연)
- TV조선 《애정통일 남남북녀》
- TV조선 《헬로 차이나》 MC
- KBS1 《이웃사이다》
- 아이넷TV  《제4회 이호섭가요제》 MC
- SBS 《일요 특선 다큐멘터리》
- MBC 《미스터리 음악쇼 복면가왕》 나는요 기차가 좋은걸 박수홍
- MBC 《MBC 스페셜 731회 : 106세 엄마와 효자! 아들》 내레이션
- MBC 《세모방: 세상의 모든 방송》
- KBS1 《TV는 사랑을 싣고》 게스트
- SBS 《미운 우리 새끼》
- 채널A 《풍문으로 들었쇼》
- MBC 《라디오 스타》
- KBS2 《신상출시 편스토랑》
- 채널 hy 《프레시우먼》(웹드라마)
- 채널 hy 《프레시우먼2》(웹드라마)

### 광고
- 1996년 크라운제과 옥수수퐁
- 1999년 대교 수학클리닉
- 1999년 농심 콩라면
- 2003년 한화종합화학 러브하우스
- 2004년 국세청 현금영수증제도
- 2004년 ~ 2005년 대한적십자사
- 2005년 코웨이 룰루 비데
- 2006년 코웨이 (with 송강호)
- 2007년 한세대학교 휴비즈
- 2007년 한국닌텐도 마리오카트 DS
- 2008년 1636
- 2008년 SK텔레콤 네이트
- 2008년 스포츠7330
- 2008년 다문화 가정 캠페인
- 2010년 KT&G복지재단
- 2016년 에이스손해보험 나만의 맞춤 암보험
- 2016년 박수홍의 김장매트
- 2017년 현대약품 마이녹실
- 2017년 자연애벗 줌마수홍
- 2017년 사랑의 열매
- 2017년 토마토 도시락
- 2017년 운전안전 캠페인
- 2018년 식품의약품안전처
- 2018년 중소기업유통센터
- 2018년 ~ 울트라V 코스메틱
- 2018년 디파츠
- 2019년 경기도콜센터 통화연결음

### 뮤직비디오
- 2017년 정용화 - 여자여자해

## 수상 내역
- 1991년 제1회 KBS 대학개그제 동상
- 2002년 MBC 연기대상 진행자상
- 2003년 MBC 방송연예대상 쇼 버라이어티부문 우수상
- 2004년 MBC 방송연예대상 쇼 버라이어티부문 PD들이 뽑은 스타상
- 2006년 대한민국 행정자치부 장관 표창
- 2007년 푸른미디어 언어상
- 2009년 제43회 납세자의 날 모범납세자 국무총리 표창
- 2016년 SAF 연예대상 프로듀서상
- 2016년 MBC 방송연예대상 라디오 신인상
- 2017년 대한민국문화연예대상 예능부문 대상
- 2024년 KBS 연예대상 리얼리티 부문 남자 우수상

## 다른 분야의 활동

### 음반
- 2002년 《박고테 프로젝트》 (with 박경림)

### 홍보 대사
- 2001년 마포세무서 1일 명예 납세서비스센터실장
- 2001년 제1회 월드 사이버 게임즈 홍보분과 의원
- 2002년 국제구호개발 NGO 굿피플 나눔대사[6]
- 2003년 SK텔레콤 1일 명예써니회원
- 2003년 문화관광부 대한민국 게임 홍보대사
- 2004년 전국사이버체전 홍보대사
- 2004년 대한의사협회 올바른 손 씻기 캠페인 홍보대사
- 2005년 범국민 손씻기 운동본부 홍보대사
- 2005년 선한 세상 만들기 운동본부 홍보대사
- 2005년 기빙엑스포2005 홍보대사
- 2005년 서울시 청사랑 홍보대사
- 2005년 신비한 미생물 체험전 홍보대사
- 2005년 평화의료재단 홍보대사
- 2006년 위즈아일랜드 사외 홍보이사
- 2006년 PIC 명예클럽메이트
- 2007년 군산세무서 1일 납세자보호담당관
- 2007년 대한적십자사 홍보대사
- 2007년 성정문화재단 홍보이사
- 2008년 고양세무서 일일명예민원봉사실장
- 2008년 투르 드 코리아-재팬 홍보대사
- 2008년 뉴칼레도니아 로열티 섬 관광청 홍보대사
- 2008년 SBS 물환경대상 물 환경 지킴이 홍보대사
- 2009년 국세청 명예홍보위원
- 2009년 국세청 근로장려세제 홍보대사
- 2009년 여성마라톤대회 홍보대사
- 2010년 대한탁구협회 연예인 탁구단원
- 2012년 나트륨 줄이기 운동본부 홍보대사
- 2014년 러빙핸즈 홍보대사
- 2015년 국민추천포상 홍보대사
- 2016년 서울시 홍보대사
- 2016년 국민추천포상 홍보대사
- 2016년 사랑의열매 사회복지공동모음회 홍보대사
- 2017년 제37회 황금촬영상 영화제 홍보대사
- 2017년 라오메뜨가구 홍보대사
- 2018년 서울교통공사 목소리 재능기부 안내방송 홍보대사
- 2018년 반얀트리 풀 파티 앰배서더
- 2019년 울릉군 홍보대사
- 2019년 대한민국교육문화체육공헌대상 홍보대사
- 2021년 국경없는수의사회 홍보대사

## 사건
2021년 8월 3일 화요일, 박수홍이 유튜버 김용호를 명예훼손으로 고소했다.

### 친형 재산갈취 사건
박수홍의 친형인 박진홍은 박수홍의 매니저로 있으면서 박수홍의 재산을 갈취해 탕진한 사실이 드러났다. 하지만 이럼에도 불구하고 박수홍의 부모는 장남인 박진홍만 편애해서 논란이 일어났다.
결국 박수홍은 형을 횡령죄로 고소했으며 강력한 처벌을 원한다는 입장을 밝혔다. 박수홍의 입장에서 보면 혼자 온 가족을 부양해가며 믿고 재산을 맡겼으나 정작 가족들이 박수홍의 재산을 횡령해 자기들 마음대로 탕진한 것이다. 특히 형 박진홍과 그의 아내(박수홍의 형수)가 제일 악질인데, 자신의 자녀들(박수홍의 조카들)에게 박수홍의 돈으로 온갖 명품을 구매해 사치를 부렸다. 또한 박진홍은 박수홍의 재산을 모조리 가로채기 위해 박수홍의 나이가 50살이 넘음에도 불구하고 결혼하지 못하게 막았다.
결국 박진홍은 횡령죄로 구속 수감되었으며 공범인 그 아내는 불구속 기소되었다.

## 같이 보기
- 유재석
- 김용만
- 신동엽
- 남희석
- 지석진
- 김국진
- 강호동
- 이휘재
- 이혁재
- 윤정수
- 손헌수
- 박명수
- 이경규
- 김수용
- 김제동
- 박경림
- 김구라
- 최은경